# A magyar jégkorong-válogatott mérkőzései 2005-ben
Az alábbi felsorolásban láthatóak a magyar jégkorong-válogatott 2005-ös programjában szereplő mérkőzések. Ebben az évben a válogatott négy nemzetközi tornán vett részt, melyek közül a legjelentősebb a Debrecenben megrendezett Divízió I/A. Világbajnokság.

## Eredmények
EIHC torna - Pannon GSM Torna Budapest
| 635. mérkőzés 2005. február 11. 20:00 (CET) | Magyarország | 0 – 7                         | Kanada                                                                           | Budapest, Sportaréna Nézőszám: 7500 Játékvezetők: Konc |
| 635. mérkőzés 2005. február 11. 20:00 (CET) |              | (0:1, 0:3, 0:3) (Jegyzőkönyv) | Green 17' 38' Gardner 24' Pollock 33' Schneider 47' Metropolit 49' Herperger 52' | Budapest, Sportaréna Nézőszám: 7500 Játékvezetők: Konc |

EIHC torna - Pannon GSM Torna Budapest
| 636. mérkőzés 2005. február 12. 19:00 (CET) | Magyarország           | 2 – 4                         | Szlovákia                            | Budapest, Sportaréna Nézőszám: 7500 Játékvezetők: Aumüller |
| 636. mérkőzés 2005. február 12. 19:00 (CET) | Fekete 12' Gröschl 14' | (2:1, 0:2, 0:1) (Jegyzőkönyv) | Nagy 12' Satan 25' 28' Kukumberg 45' | Budapest, Sportaréna Nézőszám: 7500 Játékvezetők: Aumüller |

EIHC torna - Pannon GSM Torna Budapest
| 637. mérkőzés 2005. február 13. 15:30 (CET) | Németország                                 | 4 – 3                         | Magyarország                        | Budapest, Sportaréna Nézőszám: 6000 Játékvezetők: Konc |
| 637. mérkőzés 2005. február 13. 15:30 (CET) | Kopitz 32' Felski 36' Sturm 46' Furcher 49' | (0:1, 2:2, 2:0) (Jegyzőkönyv) | Ocskay 4' Kangyal 24' Palkovics 37' | Budapest, Sportaréna Nézőszám: 6000 Játékvezetők: Konc |

Barátságos mérkőzés
| 638. mérkőzés 2005. április 8. | Magyarország            | 2 – 0                         | Hollandia | Székesfehérvár Nézőszám: 2000 Játékvezetők: Incze |
| 638. mérkőzés 2005. április 8. | Csibi 23' Palkovics 60' | (0:0, 1:0, 1:0) (Jegyzőkönyv) |           | Székesfehérvár Nézőszám: 2000 Játékvezetők: Incze |

Barátságos mérkőzés
| 639. mérkőzés 2005. április 9. | Magyarország | 0 – 2                         | Hollandia             | Kaposvár Nézőszám: 700 Játékvezetők: Árkovics |
| 639. mérkőzés 2005. április 9. |              | (0:0, 0:1, 0:1) (Jegyzőkönyv) | Polet 35' Hartogs 50' | Kaposvár Nézőszám: 700 Játékvezetők: Árkovics |

Divízió I/A. Világbajnokság
| 640. mérkőzés 2005. április 17. 20:00 (CET) | Magyarország         | 2 – 2                         | Norvégia         | Debrecen, Főnix Csarnok Nézőszám: 4500 Játékvezetők: Zakharov Ország |
| 640. mérkőzés 2005. április 17. 20:00 (CET) | Erdősi 4' Ocskay 18' | (2:1, 0:1, 0:0) (Jegyzőkönyv) | Knold 5' Ask 23' | Debrecen, Főnix Csarnok Nézőszám: 4500 Játékvezetők: Zakharov Ország |

Divízió I/A. Világbajnokság
| 641. mérkőzés 2005. április 18. 20:00 (CET) | Japán | 0 – 3                         | Magyarország                      | Debrecen, Főnix Csarnok Nézőszám: 3000 Játékvezetők: Ország Pellerin |
| 641. mérkőzés 2005. április 18. 20:00 (CET) |       | (0:1, 0:1, 0:1) (Jegyzőkönyv) | Szélig 19' Ladányi 38' Ocskay 57' | Debrecen, Főnix Csarnok Nézőszám: 3000 Játékvezetők: Ország Pellerin |

Divízió I/A. Világbajnokság
| 642. mérkőzés 2005. április 20. 20:00 (CET) | Kína | 0 – 9                         | Magyarország                                                                                      | Debrecen, Főnix Csarnok Nézőszám: 3500 Játékvezetők: Bachelet Pellerin |
| 642. mérkőzés 2005. április 20. 20:00 (CET) |      | (0:2, 0:4, 0:3) (Jegyzőkönyv) | Kovács 5' 27' Horváth 14' Peterdi 23' Palkovics 29' Ocskay 37' Majoross 52' Erdősi 58' Fekete 60' | Debrecen, Főnix Csarnok Nézőszám: 3500 Játékvezetők: Bachelet Pellerin |

Divízió I/A. Világbajnokság
| 643. mérkőzés 2005. április 22. 20:00 (CET) | Magyarország | 0 – 3                         | Nagy-Britannia                   | Debrecen, Főnix Csarnok Nézőszám: 4800 Játékvezetők: Ország Pellerin |
| 643. mérkőzés 2005. április 22. 20:00 (CET) |              | (0:0, 0:1, 0:2) (Jegyzőkönyv) | Weawer 36' Jamieson 55' Tait 58' | Debrecen, Főnix Csarnok Nézőszám: 4800 Játékvezetők: Ország Pellerin |

Divízió I/A. Világbajnokság
| 644. mérkőzés 2005. április 23. 20:00 (CET) | Lengyelország   | 1 – 1                         | Magyarország | Debrecen, Főnix Csarnok Nézőszám: 4000 Játékvezetők: Zakharov Pellerin |
| 644. mérkőzés 2005. április 23. 20:00 (CET) | Laszkiewicz 23' | (0:0, 0:1, 0:2) (Jegyzőkönyv) | Vas 7'       | Debrecen, Főnix Csarnok Nézőszám: 4000 Játékvezetők: Zakharov Pellerin |

Skoda Kupa
| 645. mérkőzés 2005. november 12. | Magyarország                                                        | 7 – 0                         | Japán | Budapest, Jégcsarnok Nézőszám: 1200 Játékvezetők: Druga |
| 645. mérkőzés 2005. november 12. | Szajbert 2' Palkovics 9' 20' 52' Fekete 39' Hoffmann 43' Szélig 48' | (3:0, 1:0, 3:0) (Jegyzőkönyv) |       | Budapest, Jégcsarnok Nézőszám: 1200 Játékvezetők: Druga |

Skoda Kupa
| 646. mérkőzés 2005. november 13. | Magyarország                                                                               | 9 – 0                         | Románia | Budapest, Jégcsarnok Nézőszám: 1200 Játékvezetők: Druga |
| 646. mérkőzés 2005. november 13. | Ladányi 1' 35' Gergely 14' 41' Holéczy 37' Jánosi 39' Hoffmann 43' Csibi 52' Palkovics 57' | (2:0, 3:0, 4:0) (Jegyzőkönyv) |         | Budapest, Jégcsarnok Nézőszám: 1200 Játékvezetők: Druga |

A magyar válogatott 2005 novemberében a Skoda Kupán a román és a japán jégkorong-válogatottakon kívül összemérte erjét a szlovák bajnokságban szereplő Zvolen csapatával is, a mérkőzés 3-3-as döntetlennel ért véget.
EIHC Torna
| 647. mérkőzés 2005. december 16. | Norvégia                                            | 5 – 2                         | Magyarország          | Katowice Nézőszám: 200 Játékvezetők: Galusnyák |
| 647. mérkőzés 2005. december 16. | Nygard 13' 47' Nagel 22' Lorentzen 27' Thoresen 57' | (1:0, 2:1, 2:1) (Jegyzőkönyv) | Erdősi 39' Szélig 52' | Katowice Nézőszám: 200 Játékvezetők: Galusnyák |

EIHC Torna
| 648. mérkőzés 2005. december 17. | Lengyelország             | 2 – 0                         | Magyarország | Katowice Nézőszám: 800 Játékvezetők: Galusnyák |
| 648. mérkőzés 2005. december 17. | Parzyszek 3' Rozanski 12' | (2:0, 0:0, 0:0) (Jegyzőkönyv) |              | Katowice Nézőszám: 800 Játékvezetők: Galusnyák |

EIHC Torna
| 649. mérkőzés 2005. december 18. | Magyarország                                   | 10 – 1                        | Románia | Katowice Nézőszám: 100 Játékvezetők: Sustomoen |
| 649. mérkőzés 2005. december 18. | Peterdi Jánosi Gröschl Tőkési Majoross Horváth | (6:1, 2:0, 2:0) (Jegyzőkönyv) | Sprencz | Katowice Nézőszám: 100 Játékvezetők: Sustomoen |